# 4-氟苯甲醛
4-氟苯甲醛是一种有机氟化合物，它可由4-氟甲苯的光催化氧化制得。

## 反应
4-氟苯甲醛和苯酚在碳酸钾存在下于二甲基甲酰胺中反应，可以得到4-苯氧基苯甲醛。
它和原甲酸三甲酯在氟硼酸铜催化下于甲醇中反应，可以得到4-氟苯甲醛二甲基缩醛。